# Budova Enterprise
Budova Enterprise, oficiálně Enterprise Office Center je kancelářská budova na Pankráci na Praze 4 (Nusle čp. 1737, Pikrtova ul. 1a), stojí hned vedle pražské magistrály a budovy Polygon. Postavila ji developerská rakouská firma Erste Group Immorent, výstavba probíhala mezi červnem 2014 až prosincem 2016, stála 70 mil  EUR. Architektem této budovy je Vladimír Krátký, postavila ji firma Strabag. Jedná se o velmi ekologickou budovu, je oceněna mezinárodním certifikátem BREEAM Excellent. 
Na konci roku 2016 ji koupili společně RSJ Investments a zakladatelé Avast Software Eduard Kučera a Pavel Baudiš za 3 miliardy korun.
 Firma Avast v současnosti (2017) 1/3 této budovy také využívá, kanceláře zde má také například firma DXC Technology.

## Popis
Nabízí 31 691 m² prostorů, z toho 29 069 m² kancelářský prostorů třídy „A". Uvnitř je 400 parkovacích míst. Kromě kanceláře se uvnitř nachází veřejnosti přístupné atrium s kavárnou, zahradou, může sloužit také jako galerie. Tato budova má 13 nadzemních podlaží, a 4 podzemní. Je vysoká 50 metrů a dlouhá 120 metrů. Každé patro je vysoké 3 metry, budovu obsluhuje 11 výtahů, z toho 3 jsou nákladní.